# Hultsfred (plaats)
Hultsfred is de hoofdplaats van de gemeente Hultsfred in het landschap Småland en de provincie Kalmar län in Zweden. De plaats heeft 5305 inwoners (2005) en een oppervlakte van 595 hectare. De plaats is bekend vanwege het grootste rockfestival in Zweden: het Hultsfred Festival.

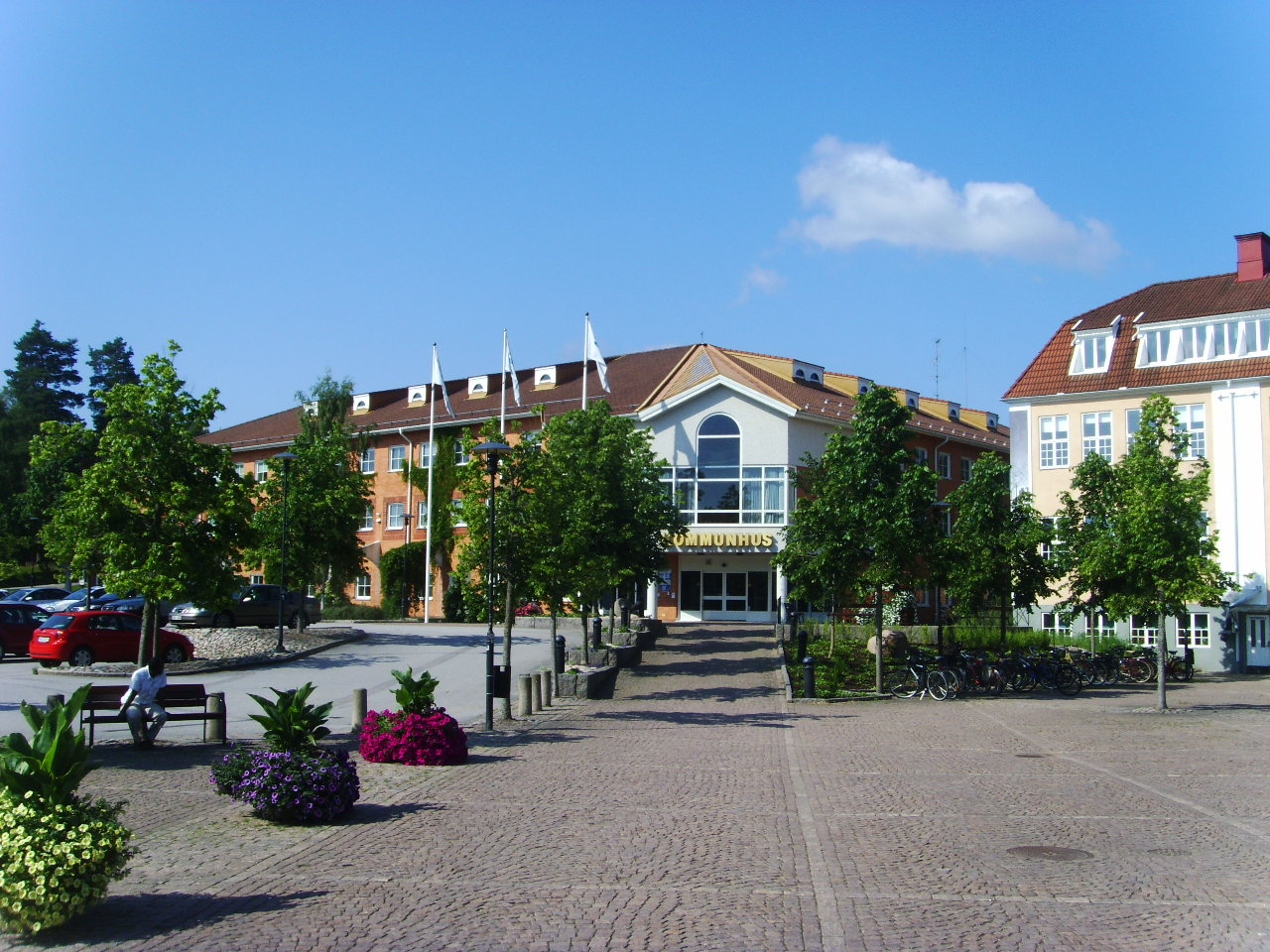
Gemeentehuis
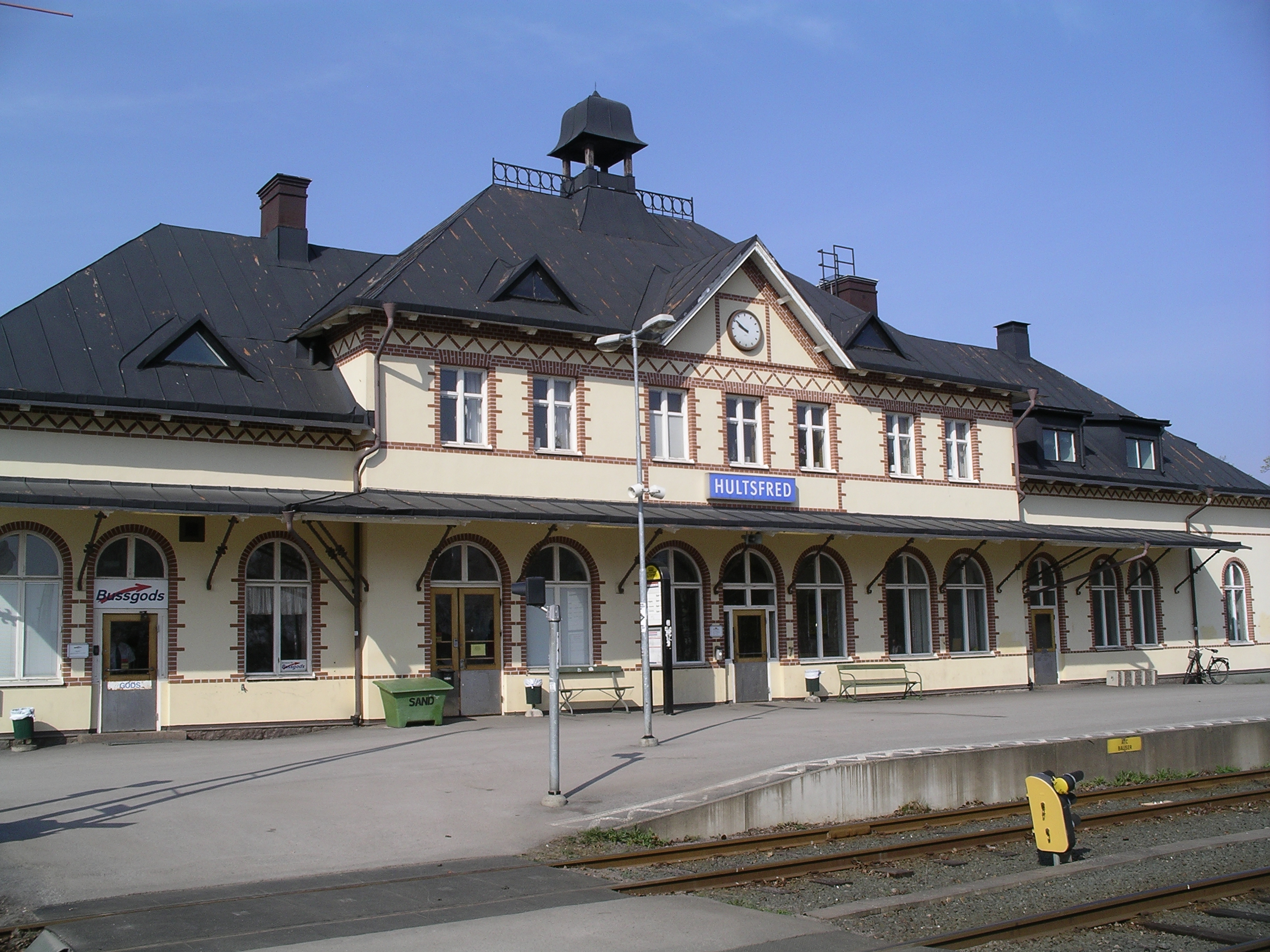
Station van Hultsfred

## Verkeer en vervoer
Bij de plaats lopen de Riksväg 23/Riksväg 34 en Länsväg 129.
De plaats heeft een station aan de spoorlijnen Bockabanan, Stångådalsbanan, Hultsfred - Västervik, Nässjö–Oskarshamns Järnväg en Växjö–Åseda–Hultsfreds Järnväg.
Ook is er een luchthaven: Luchthaven Hultsfred.

## Geboren
- Stefan Landberg (1970), Zweeds voetballer
- Johnny Munkhammar (1974–2012), Zweeds politicus, schrijver en politicoloog